# Maria Gambina
Maria Gambina (Oliveira de Azeméis, 3 de Abril de 1969) é uma famosa estilista portuguesa.
De seu verdadeiro nome Maria Cristina Lopes, frequentou o curso de Pintura da Escola Superior de Belas Artes do Porto em 1989, acabando por tirar o curso de Design de Moda do CITEX, escola de moda no Porto, concluído em 1992. Logo nesse ano apresentou a sua primeira colecção tendo sido galardoada na Coup de Lune, iniciativa da Air France, e na Bienal de Jovens Criadores da Europa e Mediterrâneo, que decorreu em Lisboa. Alcançou também o primeiro prémio no concurso Sangue Novo, promovido pela Moda Lisboa, feito que viria a repetir no ano seguinte, 1993. Lecciona a disciplina de Design de Moda do CITEX, desde 1994.
Considerada hoje como uma das estilistas portuguesas mais requisitadas e de maior reconhecimento internacional, designadamente na área do streetwear, Maria Gambina inspira-se nos movimentos musicais para criar as suas roupas, dando uma imagem jovem e descontraída à sua marca com elementos como agitação, dança, humor, alegria, rua, cidade, noite e cor.
Aposta na venda exclusiva em lojas próprias da marca, tendo, em 1995, aberto o seu primeiro estabelecimento na Foz, no Porto, e o segundo, em 1999, no Saldanha, Lisboa.
Em 1997, em parceria com o estilista José António Tenente, desenhou o projecto vencedor para as fardas que viriam ser utilizadas pelos funcionários da Expo'98. Distinguida como criadora do ano pela Elite Model Look em 1997, apresentou a sua colecção Outono-Inverno em Estocolmo, na Suécia, a convite do ICEP. No ano seguinte participou, com a colecção Outono-Inverno 1998/99, no Workshop de Paris, feito até aí inédito na moda portuguesa. Em 1998 apresentou a sua colecção Primavera-Verão no festival Memphis in May, nos Estados Unidos. Em 1999 voltou a marcar presença no Workshop parisiense, com a colecção 1999/2000, o que acabou por lhe abrir as portas do mercado japonês. Já em finais de 1999, levou a São Paulo, a sua colecção Verão 2000, graças ao convite feito para participar no Portugal Fashion Internacional.
Com as suas propostas Primavera-Verão 2000 veio a obter o prémio de melhor colecção feminina promovido pela Moda Lisboa. Em Março de 2000, participou no calendário oficial da Semana da Moda de Paris ao integrar o desfile Portugal Fashion International - Les Créateurs Portugais e em 2004 foi responsável pelo desenho das fardas do Europeu de Futebol realizado em Portugal.
Maria Gambina é, também, uma amante da música, com especial predilecção para o jazz, a soul, a bossa nova e a música brasileira em geral. Sendo, por vezes, solicitada a fazer a selecção musical de alguns bares do Porto.
Em 2006, recebe o prémio de “Melhor Estilista”, na categoria de Moda, atribuído na Gala The Best of Porto.